# José Ortiz Bernal
José Ortiz Bernal (ur. 4 sierpnia 1977) – hiszpański piłkarz andaluzyjskiego pochodzenia, grający na pozycji napastnika.

## Kariera klubowa
Profesjonalne uprawianie piłki rozpoczął w rodzinnym mieście (UD Almería) w trzeciej lidze, kolejny sezon spędził we włoskiej Ravennie.
Rok przygody na Półwyspie Apenińskim zakończył powrotem do Almerii. Miejscowej drużynie pomógł w sezonie 2001–2002 w awansie do Segunda División. W kolejnym sezonie zdobył pięć bramek dla swojego zespołu, w tym hat-tricka w wygranym spotkaniu przed własną publicznością z Xerez CD, 6-0. Grał z klubem na każdym profesjonalnym szczeblu rozgrywek, począwszy od Tercera División.
Ortiz, który stał się z czasem niekwestionowanym pierwszym kapitanem klubu, zakończył sezon 2006–2007 jako trzeci najlepszy strzelec UD Almerii. Zdobył wtedy łącznie 10 goli, więcej trafili tylko Albert Crusat i Míchel. W sezonie 2007–2008 wziął udział w 24 meczach, głównie na boisko wchodził jednak z ławki rezerwowych.
3 stycznia 2010 roku, będąc na murawie jedynie przez pięć minut, Ortiz w ostatniej chwili strzelił zwycięskiego gola w rywalizacji z Xerez CD (1-0 u siebie).